# Odontotaenius striatulus
Odontotaenius striatulus is een keversoort uit de familie Passalidae. De wetenschappelijke naam van de soort is voor het eerst geldig gepubliceerd in 1940 door Dibb.